# Pagoda Uppatasanti
La Pagoda Uppatasanti, chiamata anche la "Pagoda della Pace", è un punto di riferimento del paesaggio urbano di Naypyidaw, la nuova capitale della Birmania. La pagoda, che ospita una reliquia del dente del Buddha dalla Cina, replica, con grandezze quasi identiche, la Pagoda Shwedagon di Yangon e si innalza fino a 99 metri di altezza.

## Nome
Il nome "Uppatasanti" significa approssimativamente: "protezione contro le calamità". Questo è un sūtra scritto da un monaco nei primi anni del XVI secolo; lo si usa recitare in tempo di crisi, in particolare di fronte a un'invasione straniera.

## Storia
La costruzione della Pagoda Uppatasanti ha avuto inizio il 12 novembre 2006, con una cerimonia, e completata nel marzo 2009, sotto la guida e il controllo di Than Shwe, capo del Consiglio di Stato per la Pace e lo Sviluppo della Birmania. Il biglietto d'invito per la partecipazione alla cerimonia d'aperta recava la frase frase "Rajahtani Naypyidaw" cioè: la capitale reale dove il re risiede. La pagoda è 30 cm più corta della Pagoda Shwedagon.
Secondo The Irrawaddy, 20 persone sono morte nel corso di un incidente sulla ruota panoramica durante la festa di consacrazione della pagoda nel marzo 2009. La consacrazione della pagoda, che comporta il sollevamento del piano htidaw (ombrello sacro) e theseinbudaw (diamante di bocciolo di loto), ha avuto luogo il 10 marzo 2009.

## Struttura
L'area comprende oltre la pagoda vera e propria:
- Immagine di Buddha Maha Hsutaungpyae nella camera di Maha Pasadabhumi Gandhakuti
- Quattro immagini del Buddha di Giada nella grotta della pagoda
- Portabandiera di 108 metri d'altezza
- Giardino con albero Maha Bo e 28 immagini del Buddha
- Giardino di 108 alberi Bo
- Lago Marlini Mangala con la camera di Shin Uppagutta
- Hall Withongama
- Camera di Cetiyapala
- Sangha Yama
- Edificio di Sasana Maha Beikmandaw
- Museo della Pagoda
- Edificio Pitakat e Archivio religioso